# Jean Joseph Bott

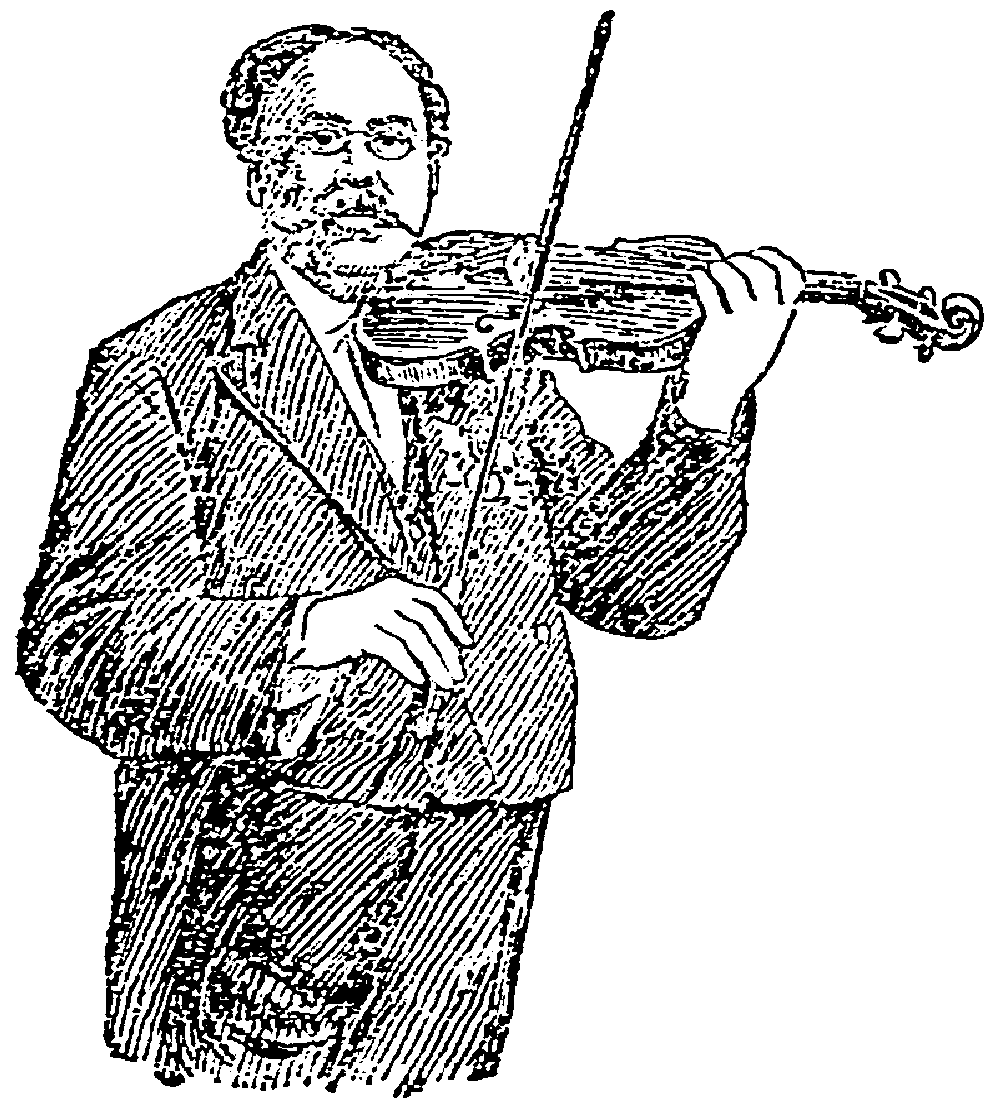
Jean Joseph Bott

Jean Joseph Bott, född 9 mars 1826 i Kassel, död 28 april 1895 i New York, var en tysk violinist och kompositör. 
Bott, som var lärjunge till Louis Spohr och Moritz Hauptmann, var kapellmästare först i Kassel, sedan i Meiningen och slutligen (1865–78) i Hannover. Han var Spohrs älsklingselev och reproducerade på visst sätt dennes spel. Botts kompositioner består av sånger, stycken för violin, piano och orkester samt två operor, Der Unbekannte och Aktäa.